# John White (Squashspieler)
John White (* 15. Juni 1973 in Mount Isa) ist ein ehemaliger australisch-schottischer Squashspieler.

## Erfolge
John White wurde im australischen Queensland geboren, wo seine Eltern eine Squashanlage betrieben. In den späten 1990er Jahren zog er nach Belgien, ehe er 2000 nach Nottingham zog. Im Jahr 1998 wechselte White, dessen Vater in Edinburgh geboren wurde, vom australischen zum schottischen Verband.
John White gewann 13 Turniere auf der PSA World Tour, wobei seine größten Erfolge jeweils ein zweiter Platz bei der Weltmeisterschaft und den British Open im Jahr 2002 waren. Das Finale der Weltmeisterschaft verlor er trotz eines Matchballes gegen David Palmer mit 2:3 (15:13, 15:12, 6:15, 14:15, 11:15). 2003 gewann White das PSA Masters mit einem 3:0-Sieg über Thierry Lincou. Im Jahr 2004 war White zwei Monate lang Weltranglistenerster, ehe er seinen Platz an Peter Nicol abgeben musste. Im selben Jahr gewann er die britische Meisterschaft. John White war von 1993 bis 2008 auf der Profitour aktiv. Mit der schottischen Nationalmannschaft nahm er 1999, 2001, 2003 und 2005 an Weltmeisterschaften teil. Auch bei Europameisterschaften gehörte er mehrfach zum Aufgebot und wurde 1999 mit der Mannschaft Vizeeuropameister. Bei der Europameisterschaft 2004 im Einzel wurde er ebenfalls Vizeeuropameister. Nach seinem Ausscheiden in der zweiten Runde der Weltmeisterschaft 2008 in Manchester gab White seinen Rücktritt bekannt.
John White ist verheiratet und hat vier Kinder. Er lebt in Philadelphia, wo er als Cheftrainer der Drexel University tätig ist.

## Weltrekord
White hielt lange Zeit den Weltrekord der größten Beschleunigung eines Squashballes: Beim Canary Wharf Squash Classic 2004 brachte er den Ball mit einem Vorhand-Schlag auf eine Geschwindigkeit von knapp über 273,5 km/h. Im Oktober 2011 wurde dieser Rekord durch seinen Landsmann Cameron Pilley egalisiert: Im Rahmen der US Open beschleunigte er den Ball auf 281,6 km/h.

## Erfolge
- Vizeweltmeister: 2002
- Vizeeuropameister: 2004
- Vizeeuropameister mit der Mannschaft: 1999
- Gewonnene PSA-Titel: 13
- 2 Monate Weltranglistenerster
- Britischer Meister: 2004
- Schottischer Meister: 1998, 2000